# Danny Schwarz
Danny Schwarz est un footballeur allemand né le 11 mai 1975.

## Carrière
- ????-???? : FC Eislingen  Allemagne
- ????-1998 : VfB Stuttgart  Allemagne
- 1998-1999 : Karlsruher SC  Allemagne
- 1999-2002 : Unterhaching  Allemagne
- 2002-2004 : TSV Munich 1860  Allemagne
- 2004-2006 : Karlsruher SC  Allemagne
- depuis 2006 : TSV Munich 1860  Allemagne